# Чилва
Чи́лва (Шируа, Ширва; заст. Шильва) — мілководне безстічне солонувате озеро на південному сході Малаві біля кордону з Мозамбіком.
Болотисті зарості озера відрізняються великою кількістю різноманітних великих тварин, серед яких - велика популяція бегемотів.
Біля озера титано-цирконієві розсипи, родовища: кам'яного вугілля, фосфору та ніобію.
Є другим за величиною озером в Малаві. Приблизно 60 км в довжину і 40 км в ширину, озеро оточене великими водно-болотними угіддями. Площа всієї акваторії складає близько 2250 квадратних кілометрів, але дуже сильно залежить від припливу в озеро води в конкретний рік. На озері розвинене рибальство. 
| Малаві | Це незавершена стаття з географії Малаві. Ви можете допомогти проєкту, виправивши або дописавши її. |